# Grenzen des Römischen Reiches (Welterbe)
Teile des römischen Limes mit zusammen 732,5 Kilometer sind als Grenzen des Römischen Reiches in mehreren Abschnitten von der UNESCO zum Welterbe der Menschheit erklärt worden:
- 1987 wurden zunächst die Reste des Hadrianswalls im Norden Englands in die Welterbeliste aufgenommen (117,5 Kilometer).
- 2005 folgte der Obergermanisch-Raetische Limes (Deutschland) als das weltweit zweitlängste Bodendenkmal (550 Kilometer)[2] nach der Chinesischen Mauer (mit über 21.000 Kilometer).
- 2008 kam der Antoninuswall in Schottland dazu (65 Kilometer).
- 2021 wurde der Niedergermanische Limes und der westliche Teil des Donaulimes von Niederbayern bis zum Süden der Slowakei in die Welterbeliste aufgenommen. Beide tragen ebenfalls den Titel „Grenzen des Römischen Reiches“, sind aber eigenständige Welterbestätten.[3][4]

Der Niedergermanische Limes hatte seit 2018 auf der deutschen Tentativliste gestanden (gemeinsam mit den Niederlanden). Der Donaulimes stand seit 2015 auf der Tentativliste (gemeinsam mit dem Limes Noricus, Österreich).
Im Laufe der Zeit sollen weitere Abschnitte der einst über 5000 Kilometer langen Außengrenze des Römischen Reichs zum Welterbe hinzugefügt werden, sodass letztlich über 20 Staaten in Europa, Vorderasien und Nordafrika daran beteiligt sein werden. Vertreter der Länder Deutschland, Kroatien, Österreich, Slowakei, Ungarn und des Vereinigten Königreichs haben sich dazu zur Bratislava-Gruppe – benannt nach der slowakischen Hauptstadt, dem Ort des ersten Treffens im März 2003 – zusammengeschlossen. Die Gruppe hat eine Definition des Welterbes vorgeschlagen:

„Das Weltkulturerbe ‚Die Grenzen des Römischen Reiches’ umfasst die Grenzlinie(n) am Höhepunkt des Reiches unter Trajan bis Septimius Severus (ca. 100 bis 200 n. Chr.) und Militäreinrichtungen anderer Perioden, die an dieser Linie bestanden. Zu den Einrichtungen gehören Legionslager, Kastelle, Türme, die Limesstraße, künstliche Barrieren und unmittelbar angeschlossene zivile Einrichtungen.“